# Cervantes (Australia)
Cervantes – miasto w Australii, w stanie Australia Zachodnia, nad Oceanem Indyjskim.